# Stella Doufexis
Stella Doufexis (Francoforte sul Meno, 15 aprile 1968 – Berlino, 15 dicembre 2015) è stata una cantante lirica e mezzosoprano tedesca, figlia del regista greco Stavros Doufexis e di madre tedesca.

## Biografia
Era sposata con il compositore e musicista tedesco Christian Jost ed è morta di cancro all'età di 47 anni.
Nata a Francoforte, aveva studiato a Berlino alla Hochschule der Künste con Ingrid Figur ed aveva lavorato con Anna Reynolds. Aveva inoltre partecipato a master class di Dietrich Fischer-Dieskau e Aribert Reimann.
Fin dall'inizio del 2014, aveva insegnato alla Robert Schumann Hochschule (Scuola superiore di musica Robert-Schumann) di Düsseldorf.

## Carriera
Stella Doufexis è stata una delle cantanti più ricercate nel suo campo, sia in ambito operistico che concertistico. Si era esibita come guest star con le più importanti orchestre tedesche, ma anche con la BBC Symphony Orchestra, Israel Philharmonic Orchestra, Ensemble InterContemporain, Orchestre de Paris, London Symphony Orchestra, ecc. E di conseguenza aveva lavorato con direttori come Bernard Haitink, Zubin Mehta, Kent Nagano, Kurt Masur, Roger Norrington, Christopher Hogwood, Jukka-Pekka Saraste, Christoph Eschenbach o Gustavo Dudamel.
Aveva lavorato per più di dieci anni con i Berliner Philharmoniker. Nel suo repertorio operistico figurano le interpretazioni nel ruolo di Meg Page nel Falstaff di Giuseppe Verdi e di Dorabella nel Così fan tutte di Mozart, ma anche nell'Adieu Robert Schumann nell'adattamento di R. Murray Schafer.
La Doufexis dal 2005 aveva lavorato con la Komische Oper Berlin dove aveva interpretato i ruoli di Octavian, Cherubino, Niklas, Medea e Amleto.
Preparata da Dietrich Fischer-Dieskau e Aribert Reimann, Stella è stata una grande interprete di lied che ha eseguito nei principali teatri d'Europa.  Per la registrazione del Liebeslieder-Walzer di Johannes Brahms è stata premiata con il Diapason d'Or.